# فأريات الأسنان
فأريات الأسنان (الاسم العلمي: Myodonta) هي دون رتبة من الحيوانات تتبع رتبة القوارض من فوق رتبة الزغبيات.

## التصنيف
- الفأرينات
  - الفأرية
    - الفئران
      - الجرذ